# Отличник Советской армии

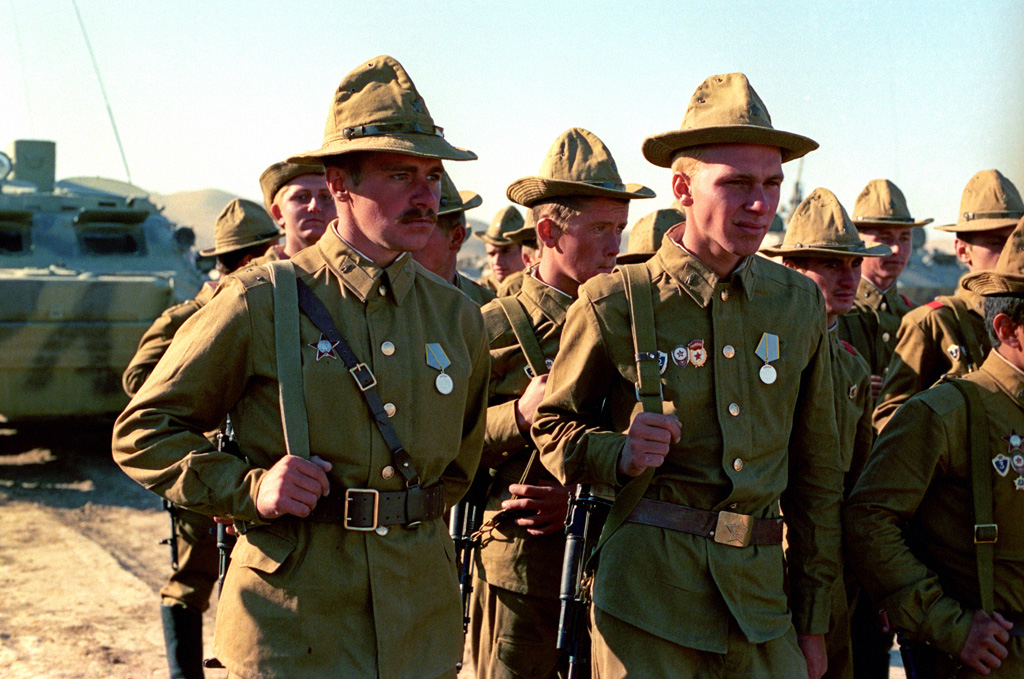
Нагрудные знаки (в том числе и «Отличник Советской Армии») у военнослужащих ВС СССР, Кушка, октябрь 1986 года.

Нагрудный знак «Отличник Советской Армии» — нагрудный знак Министерства обороны СССР для поощрения солдат, матросов, сержантов и старшин за отличные успехи в боевой и политической подготовке и примерную воинскую дисциплину.
Нагрудный знак учреждён приказом Министра обороны СССР от 17 апреля 1957 года в соответствии с Постановлением Совета Министров СССР от 29 декабря 1956 года.

## Статут
Знаком награждались солдаты, матросы, сержанты и старшины срочной и сверхсрочной службы, отличающиеся безупречной воинской дисциплиной, имеющие поощрения за образцовое несение службы, получившие в течение учебного года отличные оценки по ведущим и хорошие оценки по остальным дисциплинам. Награждение знаком проводилось один раз в течение всего срока службы в Вооружённых Силах СССР. Право награждения нагрудными знаками имели: командиры полков, а также командиры и начальники, пользующиеся равными с ними дисциплинарными правами, и выше, имеющие право издавать приказы. Запись о награде вносилась в военный билет. За нарушение воинской дисциплины или нерадивое отношение к исполнению своих служебных обязанностей и занятиям по боевой и политической подготовке военнослужащие могли быть лишены нагрудного знака.
Знаком награждались солдаты, сержанты и старшины Сухопутных войск и Войск ПВО страны (кроме авиации ПВО страны), а также солдаты, сержанты и старшины соединений и частей, не входящих в состав видов Вооруженных Сил. Приказом Министра обороны СССР от 26 октября 1957 года в число военнослужащих, которые могли быть награждены нагрудным знаком, были включены и курсанты военных училищ.

## Описание знака
Знак «Отличник Советской Армии» представляет из себя щит, наложенный на венок из дубовых листьев золотистого цвета, окаймляющий обе стороны щита. Ветви венка перевиты лентой. Края щита окаймлены оксидированной фигурной полоской с симметрично расположенными на ней точками.
В верхней части знака расположен диск, покрытый белой эмалью, в середине которого имеется пятиконечная звезда с изображением серпа и молота. Звезда покрыта рубиново-красной эмалью. Серп и молот золотистого цвета. По краю диск имеет белый эмалевый поясок с надписью: «Отличник Советской Армии».
В нижней части ободка имеется маленькая звёздочка с двумя симметричными точками по бокам. Поверхность щита знака — красная. В нижней части щита помещается общевойсковая эмблема — золотистая звезда в венке из дубовых листьев.

## Порядок ношения
- Нагрудный знак «Отличник Советской Армии» носился на парадной и повседневной военной форме одежды с правой стороны первым (если формирование не имело почётного звания гвардейск(ая)ий), и размещался на расстояниях, установленных инструкцией по ношению формы одежды.